# Кур де Монсегир
Кур де Монсегир (фр. Cours-de-Monségur) насеље је и општина у југозападној Француској у региону Аквитанија, у департману Жиронда која припада префектури Лангон.
По подацима из 2011. године у општини је живело 282 становника, а густина насељености је износила 29,25 становника/km². Општина се простире на површини од 9,64 km². Налази се на средњој надморској висини од 83 метара (максималној 121 m, а минималној 24 m).

## Демографија
| 1962. | 1968. | 1975. | 1982. | 1990. | 1999. | 2011. |
| ----- | ----- | ----- | ----- | ----- | ----- | ----- |
| 321   | 329   | 318   | 286   | 230   | 249   | 282   |

График промене броја становника у току последњих година